# Mount Holly Springs, Pennsylvania
Mount Holly Springs là một thị trấn thuộc quận Cumberland, tiểu bang Pennsylvania, Hoa Kỳ. Năm 2010, dân số của thị trấn này là 2030 người.